# بیوکسی
بیوکسی (به فرانسوی: Bieuxy) یک کمون در فرانسه است که در ان (ا-دو-فرانس) واقع شده‌است. بیوکسی ۴٫۵ کیلومتر مربع مساحت دارد ۱۳۷ متر بالاتر از سطح دریا واقع شده‌است.